# Jon Bernthal
Jonathan Edward Bernthal (* 20. září 1976, Washington, D.C.) je americký herec. Největší pozornosti se mu dostalo díky roli Shanea Walshe v hororovém dramatickém seriálu Živí mrtví (2010–2012) stanice AMC. Dalšího uznání se mu dostalo díky roli Franka Castle / Punishera v televizních seriálech Daredevil (2016) a The Punisher (2017–2019) z franšízy Marvel Cinematic Universe. Za svou hostující roli v seriálu Medvěd (2022–dosud) získal cenu Emmy.
Objevil se také ve filmech Vlk z Wall Street (2013), Železná srdce (2014), Sicario: Nájemný vrah (2015), Zúčtování (2016), Baby Driver (2017), Vdovy (2018), Le Mans '66 (2019), Král Richard: Zrození šampiónek (2021) a Origin (2023).

## Dětství
Bernthal se narodil a vyrůstal ve Washingtonu D.C. Je synem Joan Lurieové (za svobodna Merxové) a Erica Lawrence "Ricka" Bernthala. Má dva bratry, Nicholase "Nicka" Matthewa Bernthala a Thomase "Toma" Bernthala. Je vnukem muzikanta a producenta Murraye Bernthala. Dokončil školu Sidwell Friends ve Washingtonu.
Po dokončení střední školy začal studovat vysokou školu Skidmore College v Saratoga Springs v New Yorku a později přesídlil na školu divadelního umění v Moskvě (Rusko). Během studia na této škole hrál profesionálně baseball a byl součástí Evropské baseballové federace. Byl objeven ředitelem Harvardovy univerzity, který mu nabídl, aby začal navštěvovat American Repertory Theatre v Cambridge v Massachusetts. Tuto školu dokončil v roce 2002.

## Herecká kariéra
Od roku 2002 si stihl zahrát již v 30 různých divadelních hrách na Broadwayi a od roku 2006 do roku 2007 hrál v seriálu Spolužáci. Bernthal ztvárnil roli Shanea Walshe v seriálu Živí mrtví, který je založen na stenojmenné americké komiksové sérii. Za svůj výkon byl nominován na Scream Awards 2011 za Nejlepšího herce.

## Osobní život
Bernthal je ženatý s Erin, neteří profesionálního wrestlera Kurta Anglea. Je také bratrancem Adama Schlesingera, který je člen kapely Fountains of Wayne.

## Filmografie

### Filmy
| Rok  | Název                              | Role                | Poznámka            |
| ---- | ---------------------------------- | ------------------- | ------------------- |
| 2002 | Mary / Mary                        | Manny               |                     |
| 2004 | Tony n' Tina's Wedding             | Dominik             |                     |
| 2004 | Pomsta ženy středního věku         | Muž v kanceláři     |                     |
| 2006 | World Trade Center                 | Christopher Amoroso |                     |
| 2007 | To, co dýchám                      | Reportér            |                     |
| 2007 | Den zlomu                          | Dixon               |                     |
| 2008 | Courtroom K                        | Fackler             | TV film             |
| 2008 | Bar Starz                          | Donnie Pitron       |                     |
| 2008 | A Line in the Sand                 | Banzai              | TV film             |
| 2009 | Noc v muzeu 2                      | Al Capone           |                     |
| 2010 | Muž ve stínu                       | Rick Ricardelli     |                     |
| 2010 | Noční rande                        | Mladý muž           |                     |
| 2011 | Last Words                         | Jennings            | Krátkometrážní film |
| 2011 | Policejní divize Rampart           | Dan Morone          |                     |
| 2013 | Práskač                            | Daniel James        |                     |
| 2013 | Vlk z Wall Street                  | Brad Bodnick        |                     |
| 2013 | Zpátky do ringu                    | B.J. Rose           |                     |
| 2014 | Železná srdce                      | Grady Travis        |                     |
| 2015 | Já, Earl a holka na umření         | Mr. McCarthy        |                     |
| 2015 | Sicario: Nájemný vrah              | Ted                 |                     |
| 2015 | We Are Your Friends                | Paige Morrell       |                     |
| 2016 | Liga spravedlivých vs Mladí Titáni | Trigon (hlas)       |                     |
| 2016 | The Escape                         | Holt                | Krátkometrážní film |
| 2016 | Zúčtování                          | Brax                |                     |
| 2017 | Baby Driver                        | Griff               |                     |
| 2017 | Strážci relikvie                   | Nemluvec            |                     |
| 2017 | Sweet Virginia                     | Sam                 |                     |
| 2017 | Trestanec                          | Frank "Shotgun"     |                     |
| 2017 | Wind River                         | Matt Rayburn        |                     |
| 2018 | Vdovy                              | Florek Gunner       |                     |
| 2018 | Stingray                           | Raymond             |                     |
| 2018 | Viena and the Fantomes             |                     |                     |
| 2019 | Burákový sokol                     | Mark                |                     |
| 2019 | Le Mans '66                        | Lee Iacocca         |                     |
| 2021 | Král Richard: Zrození šampiónek    | Rick Macci          |                     |
| 2021 | V nemilosti                        | Blake               |                     |
| 2021 | Opravna malých motorů              | Terrance Swaino     | také producent      |
| 2021 | Kdo mi jde po krku                 | Ethan Sawyer        |                     |
| 2021 | Všichni svatí mafie                | Johnny Soprano      |                     |
| 2025 | Zúčtování 2                        | Braxton Wolff       | postprodukce        |

### Televize
| Rok             | Název                                     | Role                  | Poznámka                                  |
| --------------- | ----------------------------------------- | --------------------- | ----------------------------------------- |
| 2002            | Zákon a pořádek: Zločinné úmysly          | Lane Ruddock          | díl: „Zlovolnost“                         |
| 2004            | Beze stopy                                | Alex Genya            | díl: „Návnada“                            |
| 2004            | Dr. Vegas                                 | Greg                  | díl: „Dead Man, Live Bet“                 |
| 2004            | Kauzy z Bostonu                           | Michael Shea          | díl: „Pochybné existence“                 |
| 2005            | Jonny Zero: Útvar pro zvláštní oběti      | Brett Parish          | díl: „Všechno jsem to dělal kvůli Nokymu“ |
| 2005            | Kriminálka Miami                          | Harry Klugman         | díly: „Vražedné rande“ a „Pomsta“         |
| 2005            | Zákon a pořádek: Útvar pro zvláštní oběti | Sherm Hempell         | díl: „Goliáš“                             |
| 2005            | Jak jsem poznal vaši matku                | Carlos                | díl: „Fialová žirafa“                     |
| 2006–2007       | Spolužáci                                 | Duncan Carmello       | 19 epizod                                 |
| 2009–2010       | Městečko Eastwick                         | Raymond Gardener      | 12 epizod                                 |
| 2010            | Vražedná čísla                            | Mike Nash             | díl: „Dospívání“                          |
| 2010            | Pacifik                                   | Manuel Rodriguez      | díly: „Guadalcanal“ a „Basilone“          |
| 2010–2012, 2018 | Živí mrtví                                | Shane Walsh           | 19 dílů                                   |
| 2012            | Harry's Law                               | Lucas Trassino        | díl: „The Whole Truth“                    |
| 2013            | Mob City                                  | detektiv Joe Teague   | 6 dílů                                    |
| 2015            | Najděte mi hrdinu                         | Michael H. Sussman    | 4 díly                                    |
| 2015            | SuperMansion                              | Rat-A-Pult (hlas)     | 3 díly                                    |
| 2016            | Daredevil                                 | Frank Castle/Punisher | 12 dílů                                   |
| 2017–dosud      | The Punisher                              | Frank Castle/Punisher | 26 dílů                                   |